# Un scurt film despre omor
Un scurt film despre omor (polonă: Krótki film o zabijaniu) este un film din 1988 regizat de Krzysztof Kieślowski. Rolurile principale au fost interpretate de actorii Mirosław Baka, Krzysztof Globisz și Jan Tesarz.